# Алігер Маргарита Йосипівна
Маргарита Йосипівна Аліге́р (рос. Маргарита Иосифовна Алигер; нар. 24 вересня (7 жовтня) 1915, Одеса — пом. 1 серпня 1992, ДСК «Мічурінець», Московська область) — російська поетеса, перекладач. Лауреат Сталінської премії (1943).
У 1934—1937 роках навчалася в Літературному інституті імені Горького (Москва).
Поему Маргарити Алігер «Зоя» (1942) у сценічному варіанті «Казка про правду» було поставлено в театрах України.
Переклала російською мовою кілька творів Лесі Українки, зокрема «Камінний господар» (1971), окремі вірші Івана Франка, Миколи Бажана, Андрія Малишка та інших поетів.
Українською мовою окремі твори Алігер переклав Валентин Бичко.
Друкувалась з 1933. Працювала в різних поетичних жанрах.
Збірки віршів:
«Ленінські гори» (1953), «Людині в дорозі» (1954), «Кілька кроків» (1962), «Синій годину» (1970);
«Твоя перемога» (1945), «Красива Меча» (1951);
«Казка про правду» п'єса (1945);
«Повернення в Чилі» подорожні нариси (1966).